# جاش اشبی
جاش اشبی (انگلیسی: Josh Ashby؛ زادهٔ ۳ مهٔ ۱۹۹۶) بازیکن فوتبال اهل بریتانیا است.
از باشگاه‌هایی که در آن بازی کرده‌است می‌توان به باشگاه فوتبال آکسفورد یونایتد، باشگاه فوتبال آکسفورد سیتی، باشگاه فوتبال تلفورد یونایتد، و باشگاه فوتبال براکلی تاون اشاره کرد.